# Missour
Missour (en àrab ميسور, Mīsūr; en amazic ⵎⵉⵙⵓⵔ) és un municipi de la província de Boulemane, a la regió de Fes-Meknès, al Marroc. Segons el cens de 2014 tenia una població total de 25.584 persones.